# Fonte Aretusa
(Salvatore Quasimodo in Seguendo l’Alfeo.)

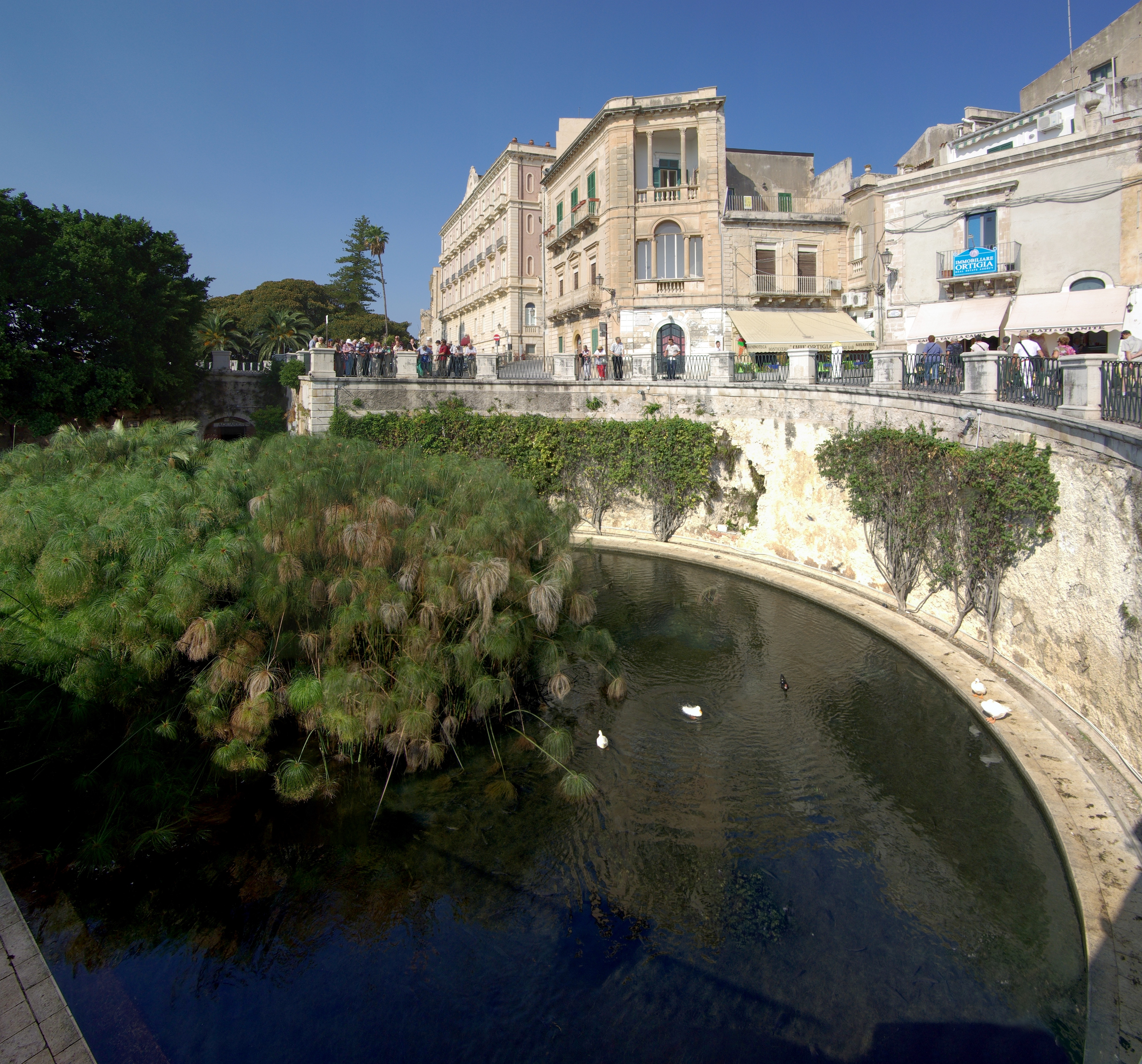
La fonte Aretusa e le piante di papiro

La Fonte Aretusa è uno specchio d'acqua nell'isola di Ortigia, nella parte più antica della città siciliana di Siracusa.
La sua origine è lo sviluppo di uno dei tanti sfoghi della falda freatica che si trova nel siracusano, la falda che alimenta anche il fiume Ciane nel lato opposto del porto. 
Presenta una forma circolare doppia, con all'interno una struttura circolare, ovvero un doppio cerchio concentrico.

## Letteratura e storia

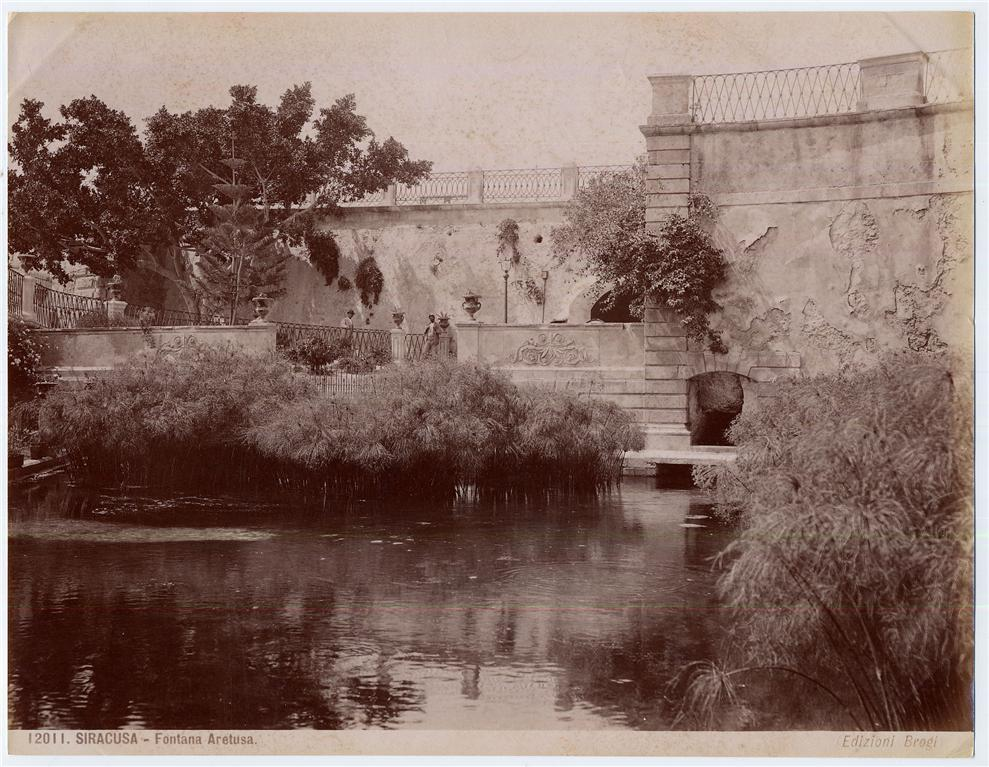
Una foto storica della Fonte Aretusa

Nella fonte Aretusa è ambientata la leggenda di Aretusa e Alfeo, uno dei miti più affascinanti di Siracusa. Il fascino visivo di una fonte d'acqua dolce che giunge per via sotterranea sino all'isola per poi riversare le sue acque in mare, ha certamente affascinato molti poeti e scrittori come: Pindaro, Mosco, Ovidio, Virgilio, D'Annunzio, da John Milton nel Licida e da Alexander Pope nel Dunciad; raccontata dagli storici: Timeo, Pausania, Diodoro Siculo, Strabone, Cicerone; raffigurata dai monetieri siracusani Cimone ed Eveneto; musicata dal compositore polacco Karol Szymanowski.
La tradizione, raccolta da Pausania, vuole che Archia, prima di partire per fondare la colonia, interpellasse l'oracolo di Delfi che così gli rispose: "Un'isoletta, Ortigia, in mezzo al fosco mare ne sta, di contro alla Trinacria, ove la bocca sgorga dell'Alfeo, mista alla polla d'Aretusa bella".
Von Riedesel, viaggiatore del Grand Tour nel 1767 descrisse la fonte con toni poco lusinghieri:
(Johann Hermann von Riedesel)
Anche Orazio Nelson rimase incantato dalla fonte, e quando sostò a Siracusa nel giugno del 1798, prima di affrontare Napoleone ad Abukir scrisse: "Grazie ai vostri sforzi noi ci siamo riforniti di viveri ed acqua, e sicuramente avendo attinto alla Fonte Aretusa, la vittoria non ci può mancare".

## I cambiamenti nei secoli

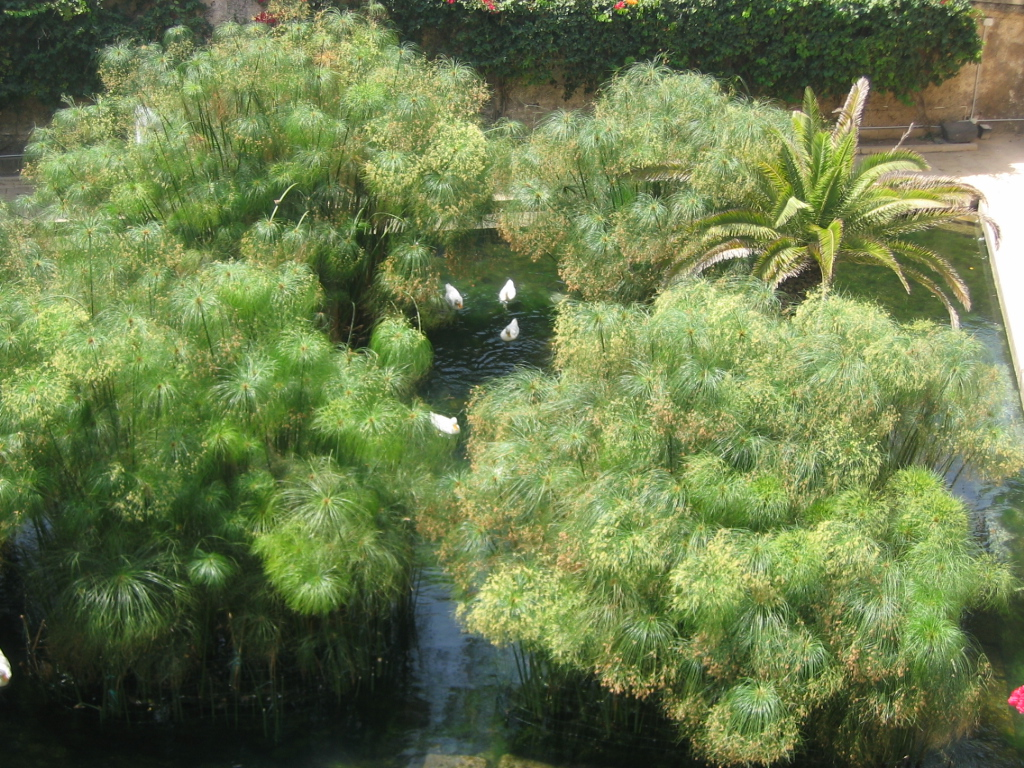
Il papiro della fonte Aretusa

Nei secoli la fonte ha subito diverse trasformazioni; dapprima esterna alla cinta delle fortificazioni, era possibile accedervi dal mare attraverso una ripida scala dove sorgeva anche una porta, dove pare siano penetrati i Romani durante la conquista della città.
Nel XVI secolo la fonte era divisa in più rivoli utilizzati per la concia delle pelli: i rivoli formavano un lago di circa 200 metri di diametro.
Nel 1540 la fonte fu inglobata alle fortificazioni quando Carlo V potenziò le strutture militari di Ortigia, per esserne liberata nel 1847 quando l'invaso assunse la forma attuale. Il belvedere posto accanto alla Fonte è ciò che rimane dell'antico bastione, demolito nella seconda metà del XIX sec.
Nel 1625 Pietro Della Valle descrive la fonte come immersa in un boschetto da cui sgorga l'acqua:
(Pietro Della Valle, Viaggi di Pietro della Valle: il pellegrino)
È interessante la descrizione che Vivant Denon nel 1778 ci dà della fonte parlando dell'afflusso di acqua anche alle concerie (oggi presenti nei sotterranei di alcuni edifici limitrofi alla fonte). Inoltre descrive il luogo citando dei resti di epoca romana oggi non più visibili:
(Dominique Vivant Denon, Voyage en Sicile)

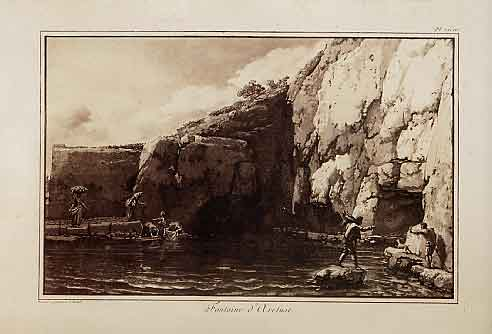
Fonte Aretusa - Houël (1785)

La fonte Aretusa è ad oggi il cuore di Ortigia, luogo di ritrovo e passeggio più volte sottratto al rischio di prosciugamento. Svariati terremoti nei secoli hanno minacciato il secolare afflusso di acqua, sino a pochi anni fa quando la siccità e forse persino i lavori di costruzione del terzo ponte, hanno ridotto la portata di acqua alla fonte mettendo a rischio la salute del papiro, che cresce all'interno della pozza.
Il papireto di Siracusa, insieme a quello del Fiume Fiumefreddo, sono gli unici papireti d'Europa.